# Liphanthus sabulosus
Liphanthus sabulosus är en biart som beskrevs av Reed 1894. Liphanthus sabulosus ingår i släktet Liphanthus och familjen grävbin. Inga underarter finns listade i Catalogue of Life.